# Urszula Prasek
Urszula Prasek z domu Szymańska (ur. 14 października 1952 w Stargardzie Szczecińskim) – polska lekkoatletka, biegaczka średnio- i długodystansowa.

## Kariera
Na halowych mistrzostwach Europy w 1974 w Göteborgu zajęła 7. miejsce w biegu na 1500 m. Na mistrzostwach Europy w 1974 w Rzymie zajęła 16. miejsce w biegu na 3000 m.
Była mistrzynią Polski na 3000 m w 1974 oraz w biegu przełajowym (długi dystans) w 1976, wicemistrzynią na 1500 m w 1976 i na 3000 m w 1973, a także brązową medalistką na 3000 m w 1978. Została również halową mistrzynią Polski w biegu na 1500 m w 1973 i w 1974 i wicemistrzynią na tym dystansie w 1975.
W latach 1972–1976 startowała w ośmiu meczach reprezentacji Polski w biegach na 1500 m i na 3000 m, odnosząc 1 zwycięstwo indywidualne.
Rekordy życiowe:
- bieg na 800 metrów – 2:05,4 (30 czerwca 1974, Warszawa)[14][15]
- bieg na 1000 metrów – 2:46,7 (20 sierpnia 1974, Stargard Szczeciński)[14]
- bieg na 1500 metrów – 4:16,0 (27 czerwca 1976, Bydgoszcz)[16][14]
- bieg na 1500 metrów (hala) – 4:21,26 (10 marca 1974, Göteborg)[14]
- bieg na 3000 metrów – 9:09,6 (5 lipca 1974, Frankfurt nad Menem)[17]

Była zawodniczką LKS Pomorza Stargard. Jest spowinowacona z Janem Praskiem, również znanym lekkoatletą, specjalistą biegów średniodystansowych, reprezentantem Polski.